# Алоїз Покорні
Алоїз Покорні (нім. Alois Pokorny; *22 травня 1826, Їглава — †29 грудня 1886, Інсбрук) — австрійський ботанік.

## Біографія
У 1848 закінчив Віденський університет зі спеціалізацією в області права, проте потім віддав перевагу заняття природознавством і вступив практикантом в Королівський ботанічний кабінет. У 1855 захистив дисертацію в Геттінгенському університеті. З 1857 до 1868 читав географію рослин у Віденському університеті. У 1864 Покорні зайняв місце директора міської реальної гімназії у Відні (де нався, зокрема, Зигмунд Фрейд). Особливо відомі складені Покорні ілюстровані шкільні підручники ботаніки, зоології і мінералогії. Наукові праці Покорні стосуються переважно бріології, фенології, морфології листа, флористики та вивчення торфовищ. Був віце-президентом Австрійського ботанічного товариства.

## Визнання
На честь Алоїза названий один з провулків Відня.